# Antonino Salinas

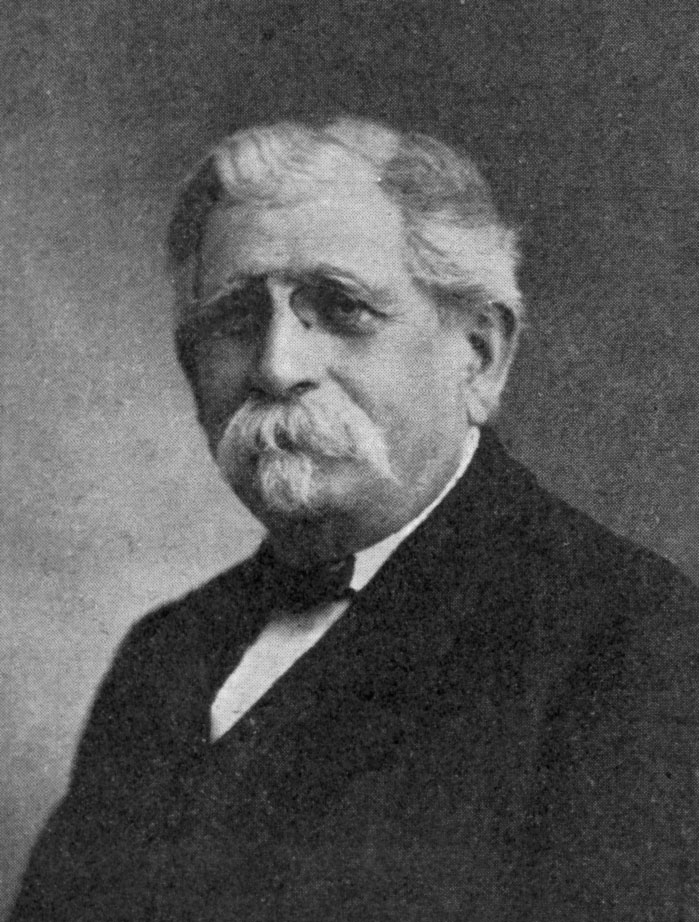
Antonino Salinas.

Antonino Salinas, född den 19 november 1841 i Palermo, död den 7 mars 1914 i Rom, var en italiensk arkeolog. 
Salinas blev professor i arkeologi vid universitetet i Palermo 1867 och därjämte direktör för Museo nazionale i samma stad 1873. Han författade ett stort antal större eller mindre arbeten om antikens och medeltidens numismatik och allmänna arkeologi i Italien och särskilt på Sicilien, bland vilka märks Le monete delle antiche citta di Sicilia (1871 ff.).